# 阿曼達·拜恩斯
亞曼達·蘿拉·拜恩斯（英語：Amanda Laura Bynes，1986年4月3日—），美國女演員，出生於加州千橡市（Thousand Oaks, CA）。童星出身的拜恩斯曾在兒童電視頻道尼克羅頓（Nickelodeon）擔任過節目主持人，她在2002年亮相於大螢幕，並陸續演出過多部青少年電影作品。

## 背景
亞曼達·拜恩斯出生於美國加州千橡市。父親瑞克（Rick）是一名來自芝加哥的牙醫與業餘脫口秀演員，有立陶宛、愛爾蘭和波蘭血統。母親琳恩（Lynn）是一名牙醫助手，有猶太血統，娘家位於加拿大多倫多。家中排行居末的亞曼達有兩位兄姊，其中長兄湯米（Tommy，1974年生）是一名脊骨神經治療師（chiropractor），姊姊吉莉安（Jillian）則擁有洛杉磯加州大學歷史學學士學位。亞曼達本人於2004年時完成千橡高中（Thousand Oaks High）的獨立學習課程獲得高中學位，並搬遷至洛杉磯好萊塢居住。

## 演出作品
亞曼達·拜恩斯的螢幕初作是在7歲時，替雀巢的巧克力棒產品「Buncha Crunch」演出的電視廣告。1996年起，她成為尼克羅頓兒童頻道的常態性節目《All That》的固定來賓班底之一，並在2000年該節目完結時，擔任衍生節目《亞曼達秀》（The Amanda Show）的主持人，年僅13歲就擁有自己的電視節目。2002年時拜恩斯出演《大謊言家》一片，擔任女主角。除了實際在電影中演出外，她也曾替動畫電影或動物電影中的角色擔任配音。
17歲時以和柯林·佛斯主演的《水瓶座女孩》走紅大銀幕，清新活潑可愛的樣貌，加上平易近人的親和力，讓她成為新生代女星的佼佼者之一。亞曼達·拜恩斯2005年和查寧·塔圖主演的校園愛情喜劇《足球尤物》，堪稱是亞曼達演藝事業的高峰。2010年亞曼達在拍完《破處女王》後就宣布息影。
電影與電視作品
| 年份            | 原文片名                                    | 中譯片名         | 角色                             | 註釋       |
| --------------- | ------------------------------------------- | ---------------- | -------------------------------- | ---------- |
| 1996年– 2000年  | All That                                    | -                | -                                | -          |
| 1997年 - 1999年 | Figure It Out                               | -                | 本人/猜謎解答人                  | -          |
| 1999年          | Arli$$                                      | 《搶錢阿里》     | Crystal Dupree                   | 演出過一集 |
| 1999年– 2002年  | The Amanda Show                             | 《亞曼達秀》     | 本人                             | 主持人     |
| 2001年          | The Drew Carey Show                         | 《杜魯·卡瑞秀》  | -                                | 演出過一集 |
| 2001年          | The Nightmare Room                          | -                | Danielle Warner                  | 演出過一集 |
| 2001年          | Rugrats                                     | 《淘氣小兵兵》   | Taffy                            | 配音演出   |
| 2002年          | Big Fat Liar                                | 《大謊言家》     | Kaylee                           | 女主角     |
| 2002年          | What I Like About You （2002年－2006年）    | 《就是喜歡你》   | 荷莉·安·泰勒 （Holly Ann Tyler） | 女主角     |
| 2003年          | What a Girl Wants                           | 《水瓶座女孩》   | 戴芬妮·雷諾 （Daphne Reynolds）  | 女主角     |
| 2003年          | Charlotte's Web 2: Wilbur's Great Adventure | 《》             | 奈莉 （Nellie）                  | 配音演出   |
| 2005年          | Robots                                      | 《機器人歷險記》 | 啪婆 （Piper Pinwheeler）        | 配音演出   |
| 2005年          | Lovewrecked                                 | 《荒島尤物》     | 珍妮·泰勒 （Jenny Taylor）       | 女主角     |
| 2006年          | She's the Man                               | 《足球尤物》     | 薇拉·海汀 （Viola Hastings）     | 女主角     |
| 2007年          | Hairspray                                   | 《髮膠明星夢》   | 潘妮 （Penny Pingleton）         | 女配角     |
| 2007年          | Sydney White                                | 《白雪新鮮人》   | 雪妮·懷特 （Sydney White）       | 女主角     |
| 2008年          | Living Proof                                | 《擁愛奇蹟》     | Jamie                            |            |
| 2010年          | Easy A                                      | 《》             | Marianne Bryant                  |            |

## 息影
2010年亞曼達在拍完《破處女王》後就宣布息影，這部以艾瑪·史東為女一的校園喜劇，亞曼達在片中變身使壞的心機女。亞曼達當時在推特表示，她不想再演出一些導演與製作人要她演的重複角色，當時媒體盛傳她外型受限，並苦無轉型機會，於是演出機會大銳減，讓她感到很受傷。
息影後的亞曼達開始逐漸脫序，被媒體奉為琳賽·蘿涵第二。先是酒駕被抓後，拒絕酒測而遭吊銷駕照；無照駕駛，邊開車邊呼麻傻笑，5個月內造成5起車禍意外。
亞曼達息影後，在 Twitter 上不停發布自己數張衣不蔽體的自拍照，有的只穿胸罩，有些更是裸露雙峰，照片上明顯的精神恍惚，還有大到不自然的上圍更是被媒體認為人工添加物，再加上剃一邊的不對等的髮型，都看得出亞曼達精神狀況問題多多。但亞曼達自己卻毫不為意。
而後亞曼達多次遭到逮捕，一頭亂髮跟她的精神狀況一樣令人怵目驚心。
在加州鄰居家縱火，警方到場時發現她精神狀況十分不穩定，更直接用白布蓋上送精神病院。

## 外部連結
- 阿曼達·拜恩斯在互联网电影资料库（IMDb）上的資料（英文）
- 在AllMovie上阿曼達·拜恩斯的頁面（英文）